# Пана, Адриана Космина
Адриана Космина Пана (рум. Adriana Cosmina Pana; 18 декабря 2001) — румынская спортсменка, тяжёлоатлетка, призёр чемпионата Европы 2023 года, вице-чемпионка Европы среди молодёжи 2022 года. 

## Биография
В Москве на чемпионате Европы 2021 года, Космина завоевала малую серебряную медаль в упражнении толчок, подняв штангу весом 84 кг. 
Адриана Космина Пана стала вице-чемпионкой мира на молодежном чемпионате Европы по тяжелой атлетике, проходившем в Албании в октябре 2022 года, в двух упражнениях в весовой категории до 45 кг она также завоевала малые серебряные медали.
На чемпионате мира по тяжелой атлетике 2022 года, проходившем в Боготе, она заняла итоговое 8-е место в категории до 45 кг. 
В апреле 2023 года на чемпионате Европы в Ереване, румынская спортсменка выступила весовой категории до 45 кг. Итогом такого выступления стала серебряная медаль с результатом по сумме двух упражнений 153 килограмма.
На чемпионате Европы 2025 года в Кишинёве завоевала малую бронзовую медаль в упражнении "рывок" в весовой категории до 49 кг с результатом 76 кг. По сумме двух упражнений стала только пятой (167 кг).

## Достижения
Чемпионат Европы
| Результат | Вес       | Год  | Место соревнований | Рывок | Толчок | Общий вес |
| Серебро   | до 45 кг. | 2023 | Ереван, Армения    | 70,0  | 83,0   | 153,0     |

Чемпионат Европы среди молодёжи
| Результат | Вес       | Год  | Место соревнований | Рывок | Толчок | Общий вес |
| Серебро   | до 45 кг. | 2022 | Тирана, Албания    | 63,0  | 81,0   | 144,0     |